# Rewind (chaîne de télévision)

Logo de MovieOla (2011-2012)

Pour les articles homonymes, voir Rewind.
Rewind est une chaîne de télévision canadienne spécialisée de catégorie B appartenant à Channel Zero diffusant des films de longue durée ainsi que des courts métrages, incluant des comédies, drames, animation, et plus.

## Histoire
Après avoir obtenu une licence auprès du CRTC en 2000 sous le nom de Late Night Vidiots, Channel Zero a lancé Movieola: The Short Film Channel le 7 septembre 2001.
Le 25 septembre 2012, Channel Zero annonce que la chaîne deviendra Rewind, qui diffusera des films qui vise le groupe d'âge de la Génération X dès le 1er décembre 2012. Movieola continuera ses activités en ligne.
La version haute définition de la chaîne a été lancée en juin 2013 chez Eastlink.